# 알렉산드롭스키 사트역
알렉산드롭스키 사트 역(러시아어: Александровский сад)은 모스크바 지하철 필룝스카야 선의 역으로 본 노선의 시종점 역이다.
모스크바 지하철이 최초로 개통된 시기인 1935년 5월 15일에 개통된 역사이고 역명은 크렘린의 서쪽 정원으로부터 유래되었고, 본 역은 러시아 국립도서관 건물 옆에 있는 보즈드비젠카 거리의 남쪽에 위치하고 있다. 양쪽 플랫폼 중 북부는 출퇴근 시간에만 운행한다.

## 역사
원래 본 역은 비블리오테카 이메니 레니나 역과의 근접성으로 인하여 초기 계획에는 포함되지 않았다가 새로운 역과 함께 계획 변경이 도입되면서, 계획한 대형 터널의 설계를 기둥에 의해 분리된 평행 선로로 확대하지 않고, 프랑스 파리 스타일을 적용시켜 측면 높이를 증가시키고 플랫폼을 구축함으로써 수정하기로 결정하면서 현재와 같은 모습이 된 것이다.
본 역 자체는 1934년 7월에 건설이 시작되어 기록적인 기간 내에 완성되었다. 1935년부터 1938년까지 열차가 운행되던 시절, 코멘터 스트리트에서 콜로네츠카 거리까지 운행되었고 1938년에는 아르바츠카야 역에서 쿠르스카야 역까지 운행되었다.
처음에는 비블리오테카 이메니 레니나 역으로의 전환은 없었지만, 본 역에는 현재 모차르트 가와 보즈 데비진카의 모퉁이에 있는 임시 지상 출입구가 있었다. 1937년에 임시 변통이 있었다. 현대의 변화는 1938년에 시작되었고, 이 때의 "코멘터 스트리트"가 개방하고 쿠르스카야 역 구간을 아르바츠코 포크롭스카야 선으로 분리시켰다.
1940년까지 새로운 로비 건설의 완료 예정이었지만, 승객들의 교통 체증에 대처하지 않은 관계로 본 역의 확장, 도로의 교통량 감소가 우선이었다. 그리고, 시작된 대재앙은 이러한 계획들을 재고하게 만들었다. 현재 러시아 공공 도서관의 건물 로비의 건설은 1946년까지 완료되지 않았고, 동년 12월 24일, 그 역은 "칼리닌스카야"로 역명이 바뀌었다.
1953년 4월 5일, 아르바츠카야 역과 스몰렌스카야 역이 새로 건설된 후, 칼리닌스카야 역은 승객들을 위해 폐쇄되었고, 도서관의 로비는 아르바트 거리로 사용되었다. 본 역은 부분적으로 리모델링 되었고, 특히 플랫폼의 3개 통로 중 2개가 수정되었다.
필룝스카야 선 건설이 끝난 후, 카츠좁스키 역은 1958년 11월 7일에 다시 개장했다. 본 역은 1990년에 역명이 변경되어, 오늘날까지 사용 중이다.

## 환승
본 역은 모스크바 메트로 교통 허브의 일부로서, 4개의 역으로 구성되어 있다. 여기서부터 아르바츠코 포크롭스카야 선의 아르바츠카야 역으로 환승 가능하다. 역의 동쪽 끝에 있는 소콜니체스카야 선의 비블리오테카 이메니 레니나 역, 이들 두 역은 모두 모크호바야 거리로 나가는 출구와 합친 것이다. 이 역들을 통해 세르푸홉스코 티미랴젭스카야 선의 보로비츠카야 역으로 갈아탈 수 있다. 세르푸홉스코 티미랴젭스카야 선의 보로비츠카야 역으로는 직접 연결되는 통로가 없다.

## 사진

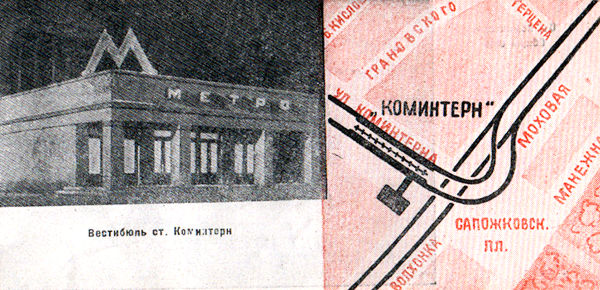
1935년의 알렉산드롭스키 사트 역
배선도

## 같이 보기
- (러시아어) - 알렉산드롭스키 역 정보
- (러시아어) - 역 내부 사진 정보